# Jarosław Dubiel
Jarosław Ryszard Dubiel ps. „Jarema” (ur. 17 września 1954) – polski publicysta, ekoaktywista, współzałożyciel i działacz Ruchu Wolność i Pokój (1985–1990), działacz opozycji demokratycznej w PRL.

## Życiorys
Jest absolwentem Instytutu Profilaktyki Społecznej i Resocjalizacji Wydziału Stosowanych Nauk Społecznych i Resocjalizacji Uniwersytetu Warszawskiego.
Na początku lat 80. prowadził działalność związaną z remontami mieszkań. W latach 1985–1990 organizował protesty przeciwko budowie Elektrowni Jądrowej Żarnowiec. Od roku 1992 do 1999 pracował w Biurze Obsługi Ruchu Ekologicznego (był m.in. twórcą akcji „Drzewko za makulaturę”, prowadził biuro interwencyjne „Zielony Telefon”, Sekcję Antyspalarniową). W latach 1991–2002 współorganizował Dzień Ziemi.
Jest od 2003 roku przedstawicielem na Polskę brytyjskiej fundacji „Earth, hands and houses”, wspierającej budownictwo ekologiczne. Działa w Inicjatywie AntyNuklearnej (IAN). Ponadto był redaktorem programu TV Alternatiwi, współpracownikiem „Rzeczpospolitej”, „Zielonych Brygad”, Programu I Polskiego Radia i Radia Józef. Promuje budownictwo z gliny, słomy i piasku.

## Działalność niezależna
Był współpracownikiem organizacji niezależnych w latach 70. i 80. Współpracował m.in. z Hanną Szmalenberg. W dniach 17–24 marca 1985 roku brał udział w głodówce w intencji uwolnienia Marka Adamkiewicza, skazanego za odmowę złożenia przysięgi wojskowej na 2,5 roku więzienia, zorganizowanej w kościele w Podkowie Leśnej koło Warszawy.

## Odznaczenia
Postanowieniem prezydenta RP Lecha Kaczyńskiego z 9 kwietnia 2009 r. „za wybitne zasługi w działalności na rzecz przemian demokratycznych w Polsce, za osiągnięcia w podejmowanej z pożytkiem dla kraju pracy zawodowej i społecznej” został odznaczony Krzyżem Oficerskim Orderu Odrodzenia Polski. Udekorowany nim został 26 września 2011 roku.